# 長距離列車列表
本條目罗列各国最长行駛路程的客运列車。由于铁路系统的复杂性和多样性，此列表或许无法完全记述所有的沿线，且各个列车的运行时间表也会因为计划管理上的决策而有所改变。为了使记述的内容相对简练，故仅记录铁路线路的起始和终到的两个城市。其线路乘坐可能需要进行的车辆更换、机车及司机更迭、转轨或者车站转乘则不列入表内。

## 记录
俄罗斯西伯利亚铁路上运行着里程最长的客运列车——这段最长的铁路非换乘旅程是从莫斯科到平壤（经过哈桑站和豆满江站），共计10267公里，旅程历时208小时25分钟，乘务工作由朝鲜铁道省承担。

## 按距离排名的前20名
- 其中中国铁路各次列车，数据更新至2025年7月运行图调整。

| 排名 | 车次/列车名              | 始发站             | 终到站             | 承运方             | 运行距离 公里                       | 预定耗时                                          |
| ---- | ------------------------ | ------------------ | ------------------ | ------------------ | ----------------------------------- | ------------------------------------------------- |
| 1    | 俄罗斯号列车             | 莫斯科雅罗斯拉夫尔 | 平壤               | 朝鲜铁道省         | 10,267                              | 208小时25分                                       |
| 2    | 东方号列车               | 莫斯科雅罗斯拉夫尔 | 北京               | 俄罗斯铁路         | 9,259                               | 166小时39分钟（K20次） 161小时40分钟（K19次）     |
| 3    | K3/4次列车               | 北京               | 莫斯科雅罗斯拉夫尔 | 中国铁路北京局     | 8,986                               | 131小时31分（K3次） 129小时50分（K4次）           |
| 4    | 5/6次列车                | 乌兰巴托           | 莫斯科雅罗斯拉夫尔 | 蒙古国铁路         | 6,266                               | 99小时                                            |
| 5    | 7/8次列车                | 新西伯利亚         | 海参崴             | 俄罗斯铁路         | 5,955                               | 89小时                                            |
| 6    | Z264/265、Z266/263次列车 | 广州白云           | 拉萨               | 中国铁路青藏公司   | 4,974                               | 53小时27分（Z264/5次） 55小时36分（Z266/3次）     |
| 7    | Z136/137、Z138/135次列车 | 乌鲁木齐           | 广州白云           | 中国铁路乌鲁木齐局 | 4,583                               | 48小时58分（Z136/7次） 47小时38分（Z138/5次）     |
| 8    | 加拿大人号列车           | 多伦多-联合        | 温哥华-太平洋中央  | 維亞鐵路           | 4,466                               | 80小时42分（西行） 82小时（东行）                 |
| 9    | 德州之鷹號列車           | 芝加哥             | 洛杉矶             | 国家铁路客运公司   | 4,390                               | 65小时20分钟 (约3天)                              |
| 10   | Z164/165、Z166/163次列车 | 上海               | 拉萨               | 中国铁路青藏公司   | 4,372                               | 44小时57分（Z164/5次） 48小时13分（Z166/3次）     |
| 11   | 印度洋-太平洋列車        | 悉尼中央           | 东珀斯             | 大南方鐵路公司     | 4,352                               | 65小时                                            |
| 12   | Z112/113、Z114/111次列车 | 哈尔滨西           | 海口               | 中国铁路哈尔滨局   | 4,301（Z114/1次） 4,275（Z112/3次） | 48小时18分（Z112/3次） 47小时47分（Z114/1次）     |
| 13   | 15905/15906次列车        | 迪布鲁格尔         | 科摩林角           | 印度铁路公司       | 4,273                               | 80小时15分钟（15905次） 82小时05分（15906次）     |
| 14   | Z384/385、Z386/383次列车 | 长春               | 海口               | 中国铁路沈阳局     | 4,267（Z384/5次） 4,254（Z386/3次） | 47小时37分（Z384/5次） 50小时15分（Z386/3次）     |
| 15   | Z328/325、Z326/327次列车 | 长春               | 昆明               | 中国铁路沈阳局     | 4,231（Z326/7次） 4,185（Z328/5次） | 49小时52分（Z326/7次） 49小时02分（Z328/5次）     |
| 16   | T302/303、T304/301次列车 | 沈阳               | 乌鲁木齐           | 中国铁路沈阳局     | 4,161                               | 51小时58分（T302/3次） 51小时28分（T304/1次）     |
| 17   | K996/997、K998/995次列车 | 海拉尔             | 成都西             | 中国铁路哈尔滨局   | 4,102（K998/5次） 4,058（K996/7次） | 56小时22分（K998/5次） 54小时58分（K996/7次）     |
| 18   | K548/545、K546/547次列车 | 佳木斯             | 成都西             | 中国铁路哈尔滨局   | 4,051（K546/7次） 4,044（K548/5次） | 58小时23分（K546/7次） 58小时43分（K548/5次）     |
| 19   | T225/228、T227/226次列车 | 牡丹江             | 广州白云           | 中国铁路哈尔滨局   | 4,050（T226/7次） 4,021（T228/5次） | 49小时50分（T226/7次） 46小时52分（T228/5次）     |
| 20   | Z362/363、Z364/361次列车 | 乌鲁木齐南         | 启东               | 中国铁路乌鲁木齐局 | 4,021                               | 43小时09分钟（Z362/3次） 42小时48分钟（Z364/1次） |